# Melanosmicra gracilis
Melanosmicra gracilis is een vliesvleugelig insect uit de familie bronswespen (Chalcididae). De wetenschappelijke naam is voor het eerst geldig gepubliceerd in 1889 door Kirby.